# Phichit Provincial Stadium
Das Phichit Provincial Stadium (Thai สนามกีฬากลางจังหวัดพิจิตร หรือ สนาม อบจ.พิจิตร) ist ein Mehrzweckstadion in Phichit  in der Provinz Phichit, Thailand. Es wurde hauptsächlich für Fußballspiele genutzt und war das Heimstadion vom thailändischen Zweitligisten Phichit Football Club. Das Stadion hat eine Kapazität von 15.000 Personen. Eigentümer und Betreiber des Stadions ist die Phichit Municipality.

## Nutzer des Stadions
| Verein                       | Zeitraum der Nutzung |
| ---------------------------- | -------------------- |
| Phichit FC                   | 2010 bis 2015        |
| Thailand Tobacco Monopoly FC | 2010 bis 2011        |